# Pseudeumecops
Pseudeumécops — рід жуків родини Довгоносики (Curculionidae). 
Типовий вид цього роду попервах відносили до здавна відомого роду Eumecops, аж поки не зясувалися істотні відмінності у їх будові. Отже, назва роду відображає це: лат. pseudo — несправжній, позірний .

## Зовнішній вигляд
До цього роду відносяться жуки середнього розміру, довжина їх тіла становить 9-11 мм. Основні ознаки:
- усе тіло, включаючи лапки та вусики, вкрите щільним покривом з круглих та овальних лусочок, колір їх від солом'яно-жовтого до брунатного;
- головотрубка товста, коротка, приблизно квадратна у поперечному розтині, утворює з площиною голови кут до 45° (при погляді збоку), краї її облямовані кілями, а середина не різко піднята, вусикові борозенки вигнуті донизу, але не досягають напівкруглого краю овальних очей;
- 1-й і 2-й членики вусиків однакової довжини, 7-й входить до складу компактної булави;
- передньоспинка приблизно квадратна, вкрита густими крапками;
- надкрила мають максимальну ширину посередині або у задній частині, крила під надкрилами рудиментарні;
- передні тазики кульоподібні, стегна слабо потовщені посередині, членики лапок дуже короткі, поперечні, без губчастих підошов, 2-й та 3-й членики однакової довжини, кігтики роздвоєні від основи;

Докладний опис зовнішньої морфології роду і видів, які до нього входять, див..

## Спосіб життя
Невідомий, ймовірно, він типовий для Cleonini. Жуків знаходили в напівпустелях і акацієвих саванах, під невисокими кущами, на піщаному ґрунті .

## Географічне поширення
Цей рід є ендемічним для порівняно невеликого регіону Східної Африки (див. нижче). 

## Класифікація
У цьому роді описано два види, причому Pseudeumecops lutulentus утворює три географічні форми, що мають морфологічні відмінності і, не виключено, можуть вважатися підвидами :
- Pseudeumecops lutulentus (Fairmaire, 1888) — Південно-Західна Ефіопія, півострів Сомалі, Північна Кенія
- Pseudeumecops carpanetoi Meregalli, 2004 — південно-східне узбережжя Сомалі